# Tavigliano
Tavigliano – miejscowość i gmina we Włoszech, w regionie Piemont, w prowincji Biella.
Według danych na styczeń 2009 gminę zamieszkiwało 978 osób przy gęstości zaludnienia 89,7 os./1 km².